# Joyce Cheng
Joyce Cheng Yan-yee (cinese tradizionale: 鄭欣宜; cinese semplificato: 郑欣宜; pinyin: Zhèng Xīnyí; jyutping: Zeng6 Jan1 Ji4; Vancouver, 30 maggio 1987) è una cantante, attrice, scrittrice e modella cinese di Hong Kong, con origini di Taishan, nel Guangdong, Cina continentale.
È figlia dell'attore Adam Cheng e della comica Lydia Shum, deceduta nel 2008.

## Biografia
Essendo figlia di due grandi personalità del mondo dello spettacolo hongkonghese, Joyce Cheng è stata esposta ai media sin dalla tenera età. All'età di 13 anni ha cantato una cover della hit di Britney Spears Oops!... I Did It Again durante uno show di beneficenza in un varietà televisivo nazionale, facendo così la sua prima apparizione sul piccolo schermo.
Prima di tornare in patria, Cheng aveva passato l'infanzia e l'adolescenza a Vancouver, nella Columbia Britannica canadese, dove aveva frequentato la Crofton House School. Terminata l'istruzione obbligatoria, si iscrisse alla Queen's University di Kingston, nell'Ontario, tuttavia lasciò l'università per tornare ad Hong Kong da sua madre, alla quale nel frattempo era stato diagnosticato un cancro.

## Carriera
Sin dall'adolescenza, Joyce Cheng è stata al centro di articoli e discussioni all'interno del mondo dello spettacolo a causa della sua battaglia per perdere peso. All'età di 16 anni, la cantante ha iniziato una dieta ed un regime di allenamenti severi, che sono stati registrati nel suo primo libro, intitolato, My Weight Loss Diary.
Nel 2005, Cheng ha vestito il ruolo di Biancaneve alla cerimonia d'inaugurazione di Hong Kong Disneyland. La cerimonia di apertura è stata trasmessa sulla televisione nazionale di Hong Kong. La sua interpretazione di Biancaneve ha causato molto scalpore tra il pubblico, come testimoniato dalla rete televisiva che ha ospitato la trasmissione, la quale ha ricevuto diverse telefonate di lamentela sul fatto che il peso della cantante fosse eccessivo per la parte da lei interpretata. L'episodio è stato a lungo discusso nei talk show nazionali dai colleghi di Cheng attori, cantanti e conduttori televisivi.
Il primo video musicale di Joyce Cheng, 靠自己 (Kao Ziji, traducibile letteralmente come Dipendo da me stessa), è stato trasmesso per la prima volta il 6 ottobre 2006 durante il programma televisivo della rete TVB Scoop, durante i festeggiamenti della Festa di Metà Autunno.
Nel 2007, la cantante si è esibita nell'evento di raccolta fondi ospedalieri Tung Wah, che è riuscito a raccogliere 310.000HK$, di cui 10.000 donati esclusivamente da sua madre, Lydia Shum. A febbraio dello stesso anno, Joyce Cheng si è esibita nello spettacolo dell'opera di Pechino The Grand Stage.
Nell'ottobre del 2008, Cheng ha registrato e pubblicato il suo secondo video musicale, Connected Hearts, che è stato trasmesso per la prima volta in televisione in un popolare programma di Hong Kong intitolato Enjoy Yourself Tonight.
L'album di debutto della cantante, intitolato You Gushi De Ren (有故事的人), prodotto da Liu Jia Chang, avrebbe dovuto essere originariamente pubblicato prima dell'estate del 2008, tuttavia a causa del decesso della madre di Joyce, la pubblicazione è stata ritardata prima al 18 febbraio 2008, e poi continuamente posticipata fino alla data definitiva, all'inizio del 2011.
Il 26 febbraio 2008, insieme al sindaco della città di Vancouver Sam Sullivan, Joyce Cheng ha proclamato una nuova festa per il 1º giugno dello stesso anno, che sarebbe stato il compleanno della madre sul calendario cinese, chiamandola Fei Fei Day. Il seguente 10 maggio, la cantante ha interpretato una parte precedentemente interpretata da sua madre in uno spettacolo tratto da Lai Fa Palace, durante il galà di beneficenza Po Leung Kuk del 2008.
Dopo il disastroso terremoto del Sichuan del 2008, Cheng ha preso parte ad una raccolta fondi intitolata 512 Fundraising Campaign, atta a fornire aiuti e supporto ai parenti delle vittime ed agli sfollati del Sichuan. Il suo discorso sul palco dell'evento è stato incentrato sull'amore che ha portato una madre a sacrificarsi per salvare suo figlio dalle macerie, discorso che è stato collegato anche alla morte della sua stessa madre.
Il 25 luglio 2008, la cantante ha partecipato ad una puntata di un programma radiofonico insieme al collega cantante hongkonghese Hins Cheung (張敬軒). Il programma era uno speciale radiofonico per i festeggiamenti del quarantennale della rivista settimanale Ming Pao Weekly. I due hanno cantato un duetto a cappella in inglese.
A settembre dello stesso anno, Cheng ha lanciato anche la propria carriera di attrice, recitando nella sitcom Off Pedder (畢打自己人）, trasmessa sulla rete televisiva TVB. Il suo personaggio, Joyce Yu, ha un ruolo ricorrente per tutti i 337 episodi della sitcom. Cheng ha anche cantato la sigla finale del programma, intitolata No One Is Perfect (無人完美）.
A marzo del 2010, Cheng ha iniziato a recitare in una serie televisiva della TVB intitolata Isolated Seven Day Romance (隔離七日情（暫名）), nel ruolo della seconda protagonista accanto all'attore veterano della TVB Bosco Wong.
Il 2 luglio 2010, la cantante ha firmato un contratto con l'etichetta discografica Stars Shine International Limited (星煥國際有限公司), dopo aver concluso il contratto con la precedente TVB Music Limited. Alla fine dello stesso mese, ha recitato come ospite nel primo tour di concerti di Cholam Wong (王祖藍）, suo co-protagonista nella serie Off Pedder. Il primo concerto del tour si è tenuto al Queen Elizabeth Stadium di Hong Kong, ed è stato seguito da altri due spettacoli in cui la cantante ha intrattenuto il pubblico soprattutto con sketch comici. Tutti e tre i concerti hanno fatto sold out.

## Filmografia

### Cinema
| Anno | Titolo                   | Ruolo             |
| ---- | ------------------------ | ----------------- |
| 2010 | 72 Tenants of Prosperity | Donna di Shanghai |
| 2011 | I Love Hong Kong         | Una delle gemelle |
| 2012 | Coldwar                  |                   |
| 2012 | My Sassy Hubby           |                   |

### Televisione
| Anno      | Titolo         | Ruolo              |
| --------- | -------------- | ------------------ |
| 2008-2010 | Off Pedder     | Yu Lok-Yee (Joyce) |
| 2011      | 7 Days in Life | Tong Ching         |

### Discografia
| Anno | Informazioni sull'album          | Tracce | Note |
| ---- | -------------------------------- | --- | --- |
| 2011 | 有故事的人 Data: 6 gennaio 2011  | 1. 有故事的人 2. 半份關心 3. 給我十秒 4. 兄弟 5. 說不清 6. 無人完美 (Sigla di Off Pedder) 7. 直覺 (Sigla di Speech of Silence) 8. 夢飛行（國語） 9. 吃苦的力量（國語） 10.12 Days of Christmas | Premi 2011: "Canzone d'Oro" al Primo Round d'Elezioni del Jade Solid Gold (per la canzone 半份關心) 2011: Ming Pao Anniversary Award per la "Discografia più Rilevante" 2011: Ming Pao Anniversary Award per la "Cantante Donna più Rilevante" (per la canzone 有故事的人) 2011: 新城勁爆原創歌曲 (per la canzone 半份關心) 2011: 新城勁爆新人王（女歌手） |
| 2011 | 故事的配角 Data: 31 ottobre 2011 | 1. 愛沒如果 2. 渺小 3. 無人像我 4. 配角 5. 上心 6. 無權愛我 7. Make Me Cry 8. 忘記的理由 9. Adrenaline 10. 不流淚（國語） 11. 配角（國語）                                                     | Premi 2011: 叱咤樂壇生力軍（銅獎） (per le canzoni 半份關心, 配角 e Make Me Cry) |